# Twinkle
 (septembre 2020).
Cet article possède un paronyme, voir Twinkl.
Twinkle est un logiciel libre de téléphonie par Internet (voix sur IP) pour les dérivés du système GNU/Linux, il est écrit en C++. Ce logiciel utilise le protocole SIP et les chiffrages ZRTP/SRTP. L'interface est basée sur Qt, en version 5 depuis la 1.10, sortie le 15 juillet 2016. Ce logiciel est traduit en plusieurs langues dont le français et l'allemand.

## Fonctionnalités
- Mise en attente
- Renvoie d'appel
- Transfert d'appel
- Conférence
- Carnet d'adresse
- Historique des appels